# Comuna de Przemęt
Przemęt (polaco: Gmina Przemęt) é uma gminy (comuna) na Polónia, na voivodia de Grande Polónia e no condado de Wolsztyński. A sede do condado é a cidade de Przemęt.
De acordo com os censos de 2006, a comuna tem 13 599 habitantes, com uma densidade 60 hab/km².

## Área
Estende-se por uma área de 225,31 km², incluindo:
- área agricola: 63,6%
- área florestal: 25,0%

## Demografia
Dados de 30 de Junho 2004:
|                      | Total   | Total | Mulheres | Mulheres | Homens  | Homens |
| -------------------- | ------- | ----- | -------- | -------- | ------- | ------ |
|                      | pessoas | %     | pessoas  | %        | pessoas | %      |
| População            | 13 512  | 100   | 6754     | 50       | 6758    | 50     |
| Densidade (pop./km²) | 60      | 100   | 30       | 30       | 30      | 30     |

De acordo com dados de 2002, o rendimento médio per capita ascendia a 1356,36 zł.

## Subdivisões
- Barchlin, Biskupice, Błotnica, Borek, Bucz, Górsko, Kaszczor, Kluczewo, Mochy, Nowa Wieś, Olejnica, Osłonin, Perkowo, Popowo Stare, Poświętno, Przemęt, Radomierz, Sączkowo, Siekowo, Siekówko, Sokołowice, Solec, Solec Nowy, Starkowo, Wieleń Zaobrzański.

## Comunas vizinhas
- Rakoniewice, Sława, Śmigiel, Wielichowo, Wijewo, Wolsztyn, Włoszakowice